# Pentemimer
Pentemimer (z gr. πεντε-ημι-μερος) – w poezji starożytnej Grecji i Rzymu system metryczny składający się z dwóch i pół stopy metrycznej. Pentemimer nie występuje jako samodzielna jednostka w poetyckich utworach antyku. Zazwyczaj łączy się on z inną miarą wierszową, tworząc tzw. wers mieszany, który dopiero wtedy stanowi odrębną całość.
Przykładem może być „pentametr daktyliczny”, który w rzeczywistości nie jest pentametrem. Klasyczny pentametr składa się z pięciu stóp, tymczasem w tak zwanym „pentametrze daktylicznym” przed i po cezurze występuje dwie i pół stopy, razem dając formalnie pięć stóp o długości 20 mor. Stopa w obrębie wersu nie może być podzielona na dwie niesąsiadujące ze sobą części, dlatego też nazwa pentametr w tym przypadku jest nadużyciem. Skoro cały wers składa się z dwóch połówek po dwie i pół stopy, jest to wers złożony z dwóch pentemimerów daktylicznych. Równie poprawną nazwą tej miary wierszowej jest zarówno podwójny trymetr daktyliczny brachykatalektyczny, jak i podwójny dymetr daktyliczny hiperkatalektyczny.
Ponieważ pentemimery nie występują samodzielnie, w jedenastozgłoskowcu alcejskim dochodzi do połączenia pentemimeru jambicznego z dymetrem daktylicznym akatalektycznym.